# Hyophila baginsensis
Hyophila baginsensis är en bladmossart som beskrevs av C. Müller 1875. Hyophila baginsensis ingår i släktet Hyophila och familjen Pottiaceae. Inga underarter finns listade i Catalogue of Life.